# Tyron McCoy
Clement Tyron McCoy (* 20. November 1972) ist ein US-amerikanischer Basketballtrainer und ehemaliger -spieler. Er stand als Berufsbasketballspieler bei Vereinen der österreichischen sowie der deutschen Basketball-Bundesliga und auf Malta unter Vertrag. Seit Juni 2018 ist er als Assistenztrainer beim deutschen Bundesligisten Ratiopharm Ulm tätig.

## Karriere als Spieler
McCoy studierte an der Virginia Commonwealth University, für deren Basketballmannschaft er von 1991 bis 1995 insgesamt 1456 Punkte erzielte. In seiner letzten Saison führte er die Mannschaft mit durchschnittlich 15,2 Punkten pro Spiel an. Zum Zeitpunkt seines Abschlusses belegte er den neunten Platz in der ewigen Korbjägerliste der Hochschulmannschaft. Seine persönliche Bestleistung in einem NCAA-Division-I-Spiel waren 40 Punkten, die er am 22. Dezember 1993 gegen die George Mason University erzielte.
1995 begann McCoy eine 13-jährige Profikarriere, die ihn nach Österreich, Malta und Deutschland führte. In Deutschland spielte er ab 1998 in der Basketball-Bundesliga und stand in den folgenden Jahren beim MTV Gießen, beim TV Lich, den Frankfurt Skyliners, den EWE Baskets Oldenburg und Bayer Leverkusen unter Vertrag. Bei seiner ersten Station in Gießen erreichte er mit dem MTV 1999 das Endspiel im DBB-Pokal und war in der Bundesliga-Hauptrunde der beste Gießener Korbschütze. Danach spielte er beim TV Lich, der jedoch als Aufsteiger gleich wieder abstieg. McCoy erreichte während der Saison 1999/2000 einen Punkteschnitt von 22,9 je Begegnung und wies damit den zweithöchsten Wert aller Bundesliga-Spieler auf. Während seiner Zeit in Lich wurde er zum ersten Mal zum BBL All-Star Game eingeladen.
In der Basketball-Bundesliga, in der er zehn Jahre spielte, erzielte er insgesamt 4.792 Punkte in 285 Partien. Während seiner Spielerlaufbahn trug McCoy den Spitznamen Die Katze.

## Karriere als Trainer
McCoys Einstieg in die Trainerkarriere erfolgte 2008 als Assistenztrainer von Rick Stafford beim deutschen Bundesligisten EnBW Ludwigsburg. Nach der Entlassung von Stafford zum Saisonende vertrat er diesen für ein Spiel als Cheftrainer. In der folgenden Saison war er wieder Assistent, diesmal von Tolga Öngören.
Nach zwei Jahren in Ludwigsburg wechselte er 2010 zu den Artland Dragons. Dort wurde er Assistenztrainer von Stefan Koch, für den er in Frankfurt Anfang der 2000er Jahre gespielt hatte. Zur Saison 2013/14 wurde McCoy in Quakenbrück zum Cheftrainer befördert und führte die Niedersachsen bis ins Halbfinale der Bundesliga. Im Viertelfinale hatte man sich gegen den viermaligen Meister Bamberg durchgesetzt. McCoy nahm 2014 nicht nur als Trainer am Bundesliga-All-Star-Spiel teil, sondern erhielt von Eurobasket.com auch die Auszeichnung als Bundesliga-Trainer des Jahres. Nach dem Ende der Saison 2014/15 zogen sich die Quakenbrücker aus der Bundesliga zurück, damit endete auch McCoys Amtszeit bei den Niedersachsen.
Ende Dezember 2015 wurde er Cheftrainer der Walter Tigers Tübingen als Nachfolger von Igor Perovic, der von seinem Amt zurückgetreten war. Am 20. November 2017 wurde McCoy in Tübingen entlassen, nachdem die Mannschaft unter seiner Leitung die ersten zehn Partien des Bundesliga-Spieljahres 2017/18 verloren hatte. Mitte Juni 2018 wurde er vom Bundesligisten Ratiopharm Ulm als Assistenztrainer verpflichtet. In diesem Amt wurde er mit der Mannschaft 2023 deutscher Meister.

## Auszeichnungen
McCoy war viermal Teilnehmer des Bundesliga All-Star-Spiels (1999, 2001, 2003, 2005). Vom Fachmedium Eurobasket.com wurde er fünfmal (1999, 2000, 2001, 2003, 2005) in die Auswahl der besten ausländischen Bundesliga der Saison und zweimal in die Auswahl der besten Verteidiger der Liga (2000, 2001) berufen.
2010 wurde McCoy für seine Leistungen mit der Aufnahme in die Ruhmeshalle der EWE Baskets Oldenburg geehrt. Zudem vergibt die Mannschaft die von ihm getragene Rückennummer 14 nicht mehr.